# Safané
Safané è un dipartimento del Burkina Faso classificato come comune, situato nella Provincia  di Mouhoun, facente parte della Regione di Boucle du Mouhoun.
Il dipartimento si compone del capoluogo e di altri 39 villaggi: Banga, Banou, Bara, Bara-Yankasso, Biforo, Bilakongo, Bomboila, Bominasso, Bona, Bossien, Datomo, Doumakélé, Guizigoron, Kienséré, Kira, Kokoun, Kongoba, Kongosso, Kongodiana, Lanfièra, Makongo, Missakongo, Nounou, Pakolé, Pakoro, Sikorosso, Sirakorosso, Siralo, Sin, Sodien, Sokoula, Sokoulani, Tiekuy, Tounou, Tuena, Yamou, Yankasso, Ziasso e Zienkuy.